# Диссипация атмосфер планет
Диссипа́ция атмосфер планет (Планетарный ветер) — потеря газов планет вследствие их рассеяния в космическом пространстве. Основным механизмом потери атмосферы является термальный — тепловое движение молекул, из-за которого молекулы газов, находящиеся в сильно разреженных внешних слоях атмосферы, приобретают скорость, превышающую критическую скорость ускользания, и поэтому могут уйти за пределы поля тяготения планеты. Устойчивой считается атмосфера, средняя скорость молекул которой не превышает 0,2 критической. Если порог средней тепловой скорости составляет 0,25, то атмосфера рассеивается за 50 000 лет, а при скорости 0,33 от критической — в течение нескольких недель.
В результате процесса рассеивания атмосферы в космосе, формируется планетарный ветер. Диссипация атмосферы имеет большое значение для планеты, так как при потере атмосферы на поверхности изменяется климат, в том числе снижается парниковый эффект — увеличиваются суточные и сезонные колебания температуры. Марс, имея меньшую, чем Земля, силу притяжения, из-за диссипации атмосферы потерял бо́льшую часть своей атмосферы и воды. Венера — без магнитного поля, но обладающая мощной, почти земной гравитацией, — хорошо держит атмосферу, но почти вся вода была разложена ионизирующим излучением и потеряна. Земля же практически не имеет в своей атмосфере лёгкого гелия, этот газ был открыт в спектре излучения Солнца.

## Термальный механизм диссипации
Средняя скорость молекул газа напрямую зависит от температуры, но скорость отдельных молекул постоянно меняется, поскольку они сталкиваются друг с другом, передавая кинетическую энергию. Распределение кинетической энергии между молекулами описывается распределением Максвелла. Зависимость кинетической энергии молекулы от скорости и массы определяется формулой: {\displaystyle E_{\mathit {kin}}={\frac {1}{2}}mv^{2}}.
Отдельные молекулы с высокой кинетической энергией, которые попадают в правый хвост распределения Максвелла, могут иметь скорости, превышающие скорость ускользания, и на высоте, где длина свободного пробега сравнима со шкалой высот, могут покидать атмосферу.
Более массивные молекулы газа при равной температуре газа и, соответственно, равной средней кинетической энергии имеют меньшую среднюю скорость, и поэтому они имеют меньшую вероятность покинуть атмосферу.
Именно поэтому диссипация водорода из атмосферы происходит быстрее диссипации углекислого газа. Кроме того, чем больше масса планеты, тем выше скорость ускользания и меньше вероятность диссипации атмосферы. Вероятность же захвата молекул газов из межпланетного пространства, наоборот, возрастает. Вот почему такие газовые гиганты как Юпитер и Сатурн имеют огромное количество водорода и гелия в своей атмосфере, в том числе покинувших атмосферу Земли или Марса. Расстояние до звезды также имеет важное значение: чем ближе планета, тем выше температура атмосферы и выше диапазон скоростей молекул, поэтому большую вероятность диссипации из атмосферы имеют и более массивные молекулы. Отдалённые от Солнца планеты имеют холодные атмосферы, а молекулы имеют меньший диапазон скоростей и меньшую вероятность ускользания. Именно это позволяет Титану, который меньше Земли и дальше от Солнца, удерживать свою атмосферу.

## Значение солнечного ветра
Роль в процессе диссипации атмосферы играют масса планеты, состав атмосферы, расстояние до Солнца и уровень солнечной активности. Общее ошибочное мнение состоит в том, что главный нетермический механизм диссипации — сдувание атмосферы солнечным ветром в отсутствие магнитосферы. Солнечный ветер может передавать свою кинетическую энергию частицам атмосферы, которые могут приобретать скорость, достаточную для диссипации из атмосферы. Солнечный ветер, состоящий из ионов, отклоняется магнитосферой, так как заряженные частицы движутся вдоль магнитного поля. Таким образом, магнитосфера препятствует диссипации атмосферы планеты. Например, на Земле магнитосфера отклоняет солнечный ветер от планеты с эффективным радиусом порядка 10 радиусов Земли. Область отражения называется головной ударной волной.
Однако, в зависимости от размера планеты и состава атмосферы магнитосфера может и не определять диссипацию атмосферы. Например, Венера не имеет мощной магнитосферы. Её относительная близость к Солнцу напрямую влечёт более плотный и мощный солнечный ветер, который мог бы сдуть атмосферу планеты полностью, как, например, на Меркурии, который не спасло даже наличие довольно существенного магнитного поля. Несмотря на это, атмосфера Венеры на 2 порядка плотнее атмосферы Земли. Последние модели показывают, что солнечный ветер отвечает не более чем за 1/3 общей нетермической диссипации атмосферы.
Поскольку Венера и Марс не имеют магнитосферы для защиты атмосферы от солнечного ветра, солнечный свет и взаимодействие солнечного ветра с атмосферой планет вызывают ионизацию верхних слоёв атмосферы. Ионизированные слои атмосферы, в свою очередь, индуцируют магнитный момент, который отражает солнечный ветер аналогично магнитосфере, ограничивая тем самым эффект солнечного ветра на верхние слои атмосферы радиусом 1,2—1,5 от радиуса планеты, то есть на порядок ближе к поверхности по сравнению с магнитосферой Земли. Проходя эту область, которая называется головной ударной волной, солнечный ветер замедляется до звуковых скоростей. Около поверхности давление солнечного ветра компенсируется давлением ионосферы, которая называется областью ионопаузы. Это взаимодействие обычно мешает солнечному ветру быть основным фактором в диссипации атмосферы.

## Нетермальный механизм диссипации
Основные нетермальные механизмы диссипации зависят от размера рассматриваемых планет. Основные факторы, влияющие на диссипацию в каждом случае, — это масса планеты, состав атмосферы и расстояние до Солнца. Основные нетермальные процессы диссипации для Венеры и Марса, двух планет земной группы без магнитосферы, существенно различаются. Основным процессом диссипации для Марса является захват солнечного ветра, поскольку его атмосфера недостаточно плотна для своей защиты. Венера лучше защищена от солнечного ветра своей плотной атмосферой, и захват солнечного ветра не является основным нетермическим процессом диссипации атмосферы. Небольшие космические тела без магнитного поля больше страдают от солнечного ветра, поскольку не могут удерживать достаточно плотную атмосферу.
Основной нетермический процесс диссипации атмосферы Венеры — ускорение частиц атмосферы в электрическом поле. Поскольку электроны более подвижны по сравнению с другими частицами, они имеют больше шансов покинуть верхние слои ионосферы Венеры. В результате может накапливаться небольшой итоговый положительный заряд, он, в свою очередь, создаёт электрическое поле, которое может ускорять другие положительные частицы и выталкивать их из атмосферы. В результате этого положительные ионы водорода покидают атмосферу планеты. Другой важный процесс диссипации атмосферы Венеры происходит в результате фотохимических реакций, обусловленных близостью к Солнцу. Фотохимические реакции приводят к разложению молекул на составляющие их радикалы с высокой кинетической энергией, сосредоточенной в менее массивной частице. Такие частицы будут иметь достаточно высокую скорость для диссипации из атмосферы планеты. Кислород, по сравнению с водородом, имеет более высокую массу для диссипации из атмосферы при помощи этого механизма.

## Диссипация атмосфер планет Солнечной системы
| Планета | Скорость ускользания, км/с | Планета  | Скорость ускользания, км/с |
| ------- | -------------------------- | -------- | -------------------------- |
| Земля   | 11,2                       | Меркурий | 3,8                        |
| Луна    | 2,4                        | Сатурн   | 36,7                       |
| Марс    | 5,1                        | Юпитер   | 61,0                       |
| Венера  | 10,4                       |          |                            |

## Диссипация атмосферы Земли
Так как в верхних слоях атмосферы Земли преобладают газы с меньшей молекулярной массой, в первую очередь из неё ускользают водород и гелий. Этот процесс облегчается тем, что в экзосфере Земли поддерживается высокая температура за счёт ультрафиолетового и рентгеновского излучений Солнца, постоянно генерирующих атомарный водород при диссоциации молекул воды.
Расчёты показывают, что для полного улетучивания водорода из земной атмосферы при температуре 2000 К (1726,85 °C) за счёт диссипации потребовалось бы всего несколько тысяч лет, гелия — несколько миллионов лет. Но водород и гелий постоянно обновляются за счёт диссоциации воды и поступления этих газов из земных недр. В то же время кислород практически не улетучивается, и роль диссипации в создании кислородной атмосферы Земли могла быть существенной с момента появления фотосинтеза.
Земля слишком велика, чтобы потерять значительную часть своей атмосферы через диссипацию. Нынешние темпы утраты составляет около трёх килограммов водорода и 50 грамм гелия в секунду. Экзосфера является высокой зоной, где плотность атмосферы крайне низка и где происходит диссипация. Расчёты диссипации при температуре в экзосфере 1800 K (1526,85 °C) показывают, что для истощения ионов О+ потребуется около миллиарда лет. 1800 К — это выше, чем фактическая наблюдаемая температура экзосферы; при такой температуре экзосферы истощения O+ ионов не произойдёт даже через триллион лет. Кроме того, большая часть кислорода на Земле связана в молекулу O2, которая является слишком массивной, чтобы покинуть Землю.
Магнитное поле Земли защищает её от солнечного ветра и предотвращает утечку ионов, за исключением зон вдоль открытых силовых линий у магнитных полюсов. Гравитационное притяжение массы Земли предотвращает процессы диссипации нетеплового характера. Тем не менее, атмосфера Земли на два порядка менее плотная, чем у Венеры. Температурный режим Земли способствует поглощению CO2 и H2O гидросферой и литосферой. Бо́льшая часть воды удерживается океанами в виде жидкости, что значительно уменьшает плотность атмосферы. А углекислый газ, связываясь поверхностными водами, может выделяться из атмосферы и переходить в осадочные породы; в них, по некоторым оценкам, содержится почти весь углерод Земли, в то время как его атмосферная доля составляет всего лишь 1/250 000 часть. Если бы вся связанная вода и весь связанный углекислый газ перешли в атмосферу, она стала бы даже плотнее атмосферы Венеры. Таким образом, основная потеря газов атмосферой Земли происходит не за счёт их улетучивания в космическое пространстве, а за счёт перехода в жидкое и твёрдое состояния.
Одним из механизмов, препятствующих диссипации, является химическая связь: так, бо́льшая часть диоксида углерода из первоначальной атмосферы Земли была химически поглощена при образовании карбонатных пород. Очень вероятно, что аналогичный процесс произошёл и на Марсе. Кислород может поглощаться при окислении горных пород, например, за счёт увеличения степени окисления железа с Fe+2 в Fe+3. Газы могут также быть поглощены через механизм адсорбции, например гелий на Луне адсорбируется поверхностью очень мелких частиц реголита. Замораживание в лёд воды на Земле и, предположительно, на Луне, или углекислого газа в полярных шапках Марса — пример другого механизма удержания газов на планете.